# HD 97576
HD 97576，又名CD-43 6872，SAO 222647、HR 4354，是一颗恒星，视星等为5.8，位于銀經285.02，銀緯15.06，其B1900.0坐标为赤經11h 8m 34.8s，赤緯-43° 15.06′ 41″。